# إل جي جي باد 8.3
إل جي جي باد 8.3 (بالإنجليزية: LG G Pad 8.3) هو حاسوب لوحي من إل جي أليكترونيكس يعمل بنظام أندرويد تم الكشف عنه في 31 أغسطس 2013، تم طرحه في الأسواق في 14 أكتوبر 2013.

## الخصائص
- نظام التشغيل: أندرويد
- الكاميرا الأمامية: 1.3 ميجابكسل
- الكاميرا الخلفية: 5 ميجابكسل
- المعالج: 1.7 جيجا هرتز رباعي النواة
- الذاكرة: 2 جيجابايت
- التخزين: 64 جيجابايت